# Hippocampus reidi
Hippocampus reidi, mit dem deutschen Namen Langschnäuziges Seepferdchen oder Langschnauzen-Seepferdchen, ist eine in tropischen Regionen weit verbreitete Seepferdchen-Art. Es wurde erstmals 1933 durch Isaac Ginsburg dokumentiert.  

## Verbreitung
Hippocampus reidi lebt in den tropischen Zonen des Westatlantik, von Carolina bis in den Süden von Brasilien, auf Bermuda und den Bahamas aber auch in anderen tropischen Regionen. Je nach Ort treten farblich differenzierte Unterarten auf, wie zum Beispiel an den Küsten Brasiliens die orange, jedoch etwas größere Unterart, Hippocampus reidi brasil.
Die Tiere leben vorwiegend in Seegras- und Tangwiesen in Festlandnähe. Zwischen den Algen finden sie Halt auf der Suche nach Plankton. Korallen werden gemieden, da sie Nesselgift enthalten. Hippocampus reidi sind dankbare und interessante Bewohner im Meerwasseraquarium und daher als solche beliebt. Da Seepferdchen zu den bedrohten Arten zählen, findet der internationale Handel unter der Kontrolle des Washingtoner Artenschutzabkommen statt, welche die Ausfuhr der Tiere nur mit Cites-Nachweisen erlaubt. Nachzuchten sind jedoch relativ leicht möglich, deshalb stammen mittlerweile die meisten Tiere im deutschen Handel aus örtlicher Aufzucht.

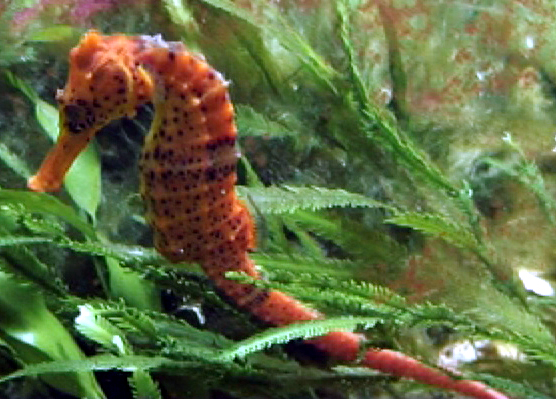
Hippocampus reidi brasil, weiblich

## Lebensweise und Merkmale
Hippocampus reidi werden etwa 14 bis 18 cm groß und etwa zwei bis fünf Jahre alt. An Langschnäuzigen Seepferdchen lassen sich einige charakteristische Merkmale von Seepferdchen beobachten: ein ausgeprägtes Sozialleben und Balzverhalten, die Fähigkeit willkürlich die Färbung zu beeinflussen und ein markantes Fressverhalten als Nahrungsspezialist. Die Tiere befinden sich als Lauerjäger ständig auf der Suche nach tierischem Plankton und fressen ihre Beute, indem sie durch eine sehr schnelle Saugbewegung durch abklappen ihres Unterkiefers einen starken Sog erzeugen. So wird selbst Beute eingesogen, die nicht vollständig durch das röhrenförmige Maul passt. Kurz nach dem Einsaugen treten häufig feine Beuteteile aus den Kiemen.

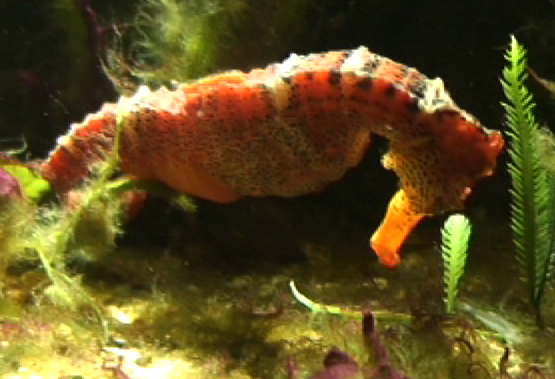
Hippocampus reidi brasil, männlich

## Fortpflanzung
Paare leben meist monogam und sind das ganze Jahr hindurch zur Fortpflanzung fähig. Beim Paarungsakt halten sie engen Körperkontakt, indem sie sich mit den Schwänzen aneinander festhalten und sich von der Seite dicht an den Partner anschmiegen. Bei der Paarung legt das Weibchen die Eier in eine Bruttasche am Bauch des Männchens, aus der die 100 bis 250 voll entwickelten Jungtiere nach etwa zwei Wochen freigesetzt werden. Diese sind auf sich selbst gestellt und ernähren sich von winzigem Zooplankton wie z. B. Rädertierchen.